# Contact (série télévisée)
Pour les articles homonymes, voir Contact.
Contact est une série télévisée française créée par Jean-Yves Arnaud et Delinda Jacobs, diffusée pour la première fois, en Belgique, le 10 décembre 2015 sur La Une, (RTBF), en Suisse, le 11 décembre 2015 sur RTS Un et, en France, le 17 décembre 2015 sur TF1.

## Synopsis
Thomas est né avec le don de voir les souvenirs restés sur un objet. Lorsqu'on touche un objet, il y a la mémoire génétique avec l'ADN, les empreintes... et la mémoire psychique qui s'imprègne en l'objet. Thomas a donc le pouvoir de la voir.
Il a été condamné à la prison à vie pour meurtre. Il a tué le potentiel assassin de ses parents et kidnappeur de sa petite sœur de 3 ans. Le drame a eu lieu lors d'une soirée alors que Thomas et Éric, son frère, fêtaient le diplôme de Thomas.
Éric est policier, il effectue des enquêtes criminelles. Il est marié et a une enfant de 15 ans qui va passer le brevet.
Thomas reçoit une lettre anonyme avec un objet. En touchant l'objet, il voit que son frère est menacé. Il rentre en France pour le sauver.

## Distribution[4]
- Thomas Jouannet : Thomas Adam
- Alexis Loret : Éric Adam
- Sara Mortensen : Louise Martel (saison 2, épisodes 3 à 6)
- Ingrid Donnadieu : Mélanie Rieux
- Amélie Remacle : Nathalie Adam
- Louvia Bachelier : Maya Adam
- Charlie Joirkin : Isabelle Adam
- Daniel Njo Lobé : Toussaint Lévi
- Charles Salvy : Armand
- Jean-Marc Michelangeli : Georges Lanzman
- Caroline Fostinelli : Gabriella Anielli
- Audrey Perrin : Annette Lanzman
- Yannick Morzelle : Romain Costa
- Didier Bourguignon : l'antiquaire
- Laurent Moreau : Médecin Nathalie
- Anthony Ursin : Lucas Lepers (Saison 2 - épisode 2)
- Jessica Jeandon : Jumelle droite
- Caroline Jeandon : Jumelle Gauche
- Maïa Foreman : Agent FBI 102
- Gilbert Traïna : Directeur du théâtre
- Alexia Chardard : Kim Lanzman
- Hélène Seuzaret : Capitaine Léna Ortiz (saison 1 - 1er épisode saison 2)
- Julien Boisselier : Capitaine Conti
- Fabien Baïardi : Patrice Ducret

## Production
La série fut d'abord testée par TF1 par la diffusion de deux épisodes pilotes en 2015. Elle se base sur des concepts déjà popularisé par des séries comme Mentalist ou Médium. En France, ces épisodes atteignent une audience de 6 millions de téléspectateurs. Six nouveaux épisodes sont lancés le 12 octobre 2017. La saison 2 rassemble en moyenne 4,2 millions de téléspectateurs en France pour une part d'audience de 19,4 %. Le score est jugé insuffisant pour TF1, qui annonce la fin de la série dès novembre 2017.

## Épisodes

### Saison 1 (2015)
1. Pilote - Épisode 1
2. Pilote - Épisode 2

### Saison 2 (2017)
1. L'homme sans visage
2. Une vie pour une autre
3. Instinct maternel
4. Romain
5. Tatouages
6. Derrière les murs